# Castellnou dels Aspres
Castellnou dels Aspres, Castellnou de Rosselló o, simplement, Castellnou ([kəs'teʎ'now (ðəl'zaspɾəs)], en francès Castelnou) és el poble cap de la comuna del mateix nom, de 341 habitants, de la comarca del Rosselló, a la Catalunya del Nord. Forma part de la subcomarca dels Aspres, però la franja nord del terme pertany a la del Riberal de la Tet.

## Etimologia
Tractant-se d'un nom compost, cal explicar per separat els seus dos principals elements. Explica Joan Coromines que Castellnou prové del compost del nom comú castell amb l'adjectiu comú nou. Aquest topònim es deu possiblement al fet que, comparat amb un altre castell proper, aquest fos més nou. Tanmateix, aquesta novetat és anterior al segle ix, quan ja consta aquest castell com a Castellnou. Aspres, topònim documentat d'ençà el segle x, designa un terreny de vegetació aspra, oposat a la Salanca en el sentit que la Salanca és la terra plana, davant dels Aspres, més muntanyosos.

## Geografia

Situació de la comuna de Castellnou dels Aspres en el Rosselló

### Localització i característiques generals del terme
El terme comunal de Castellnou dels Aspres, de 192.800 hectàrees d'extensió, és situat a la subcomarca dels Aspres, a tocar de la subcomarca del Riberal (de fet, el sector pla del nord del terme forma part d'aquesta subcomarca) i a prop de la Plana del Rosselló, però en una zona de relleu força accidentat.
El fet que sigui un territori força abrupte fa que una sola carretera travessi el terme, que uneix Castellnou amb Tuïr, cap al nord-est, i amb Queixàs, cap al sud-oest. La resta de comunicacions amb els pobles veïns es fan a través de pistes i camins rurals. Fins i tot la comunicació amb el Pla de l'Auxinell es fa a través d'una pista rural, anomenada, això sí, carrer (Carrer de les Costes). Quatre cinquenes parts del terme són en zona muntanyosa; només la cinquena part septentrional és en la plana del Riberal de la Tet.
El terme tenia tradicionalment un sol nucli de població, tot i que modernament en el seu extrem nord-oest, al Pla de l'Auxinell, entre el Mas del Gat i el Mas Mascle, s'ha establert una urbanització a l'estil de les que eixamplen els nuclis de població de molts pobles rossellonesos. En aquest cas, però, es tracta d'una urbanització aïllada, respecte del poble centre de la comuna de Castellnou dels Aspres.
El terme té una forma semblant a un sac, més ample a la zona meridional que a la septentrional. Tot el que se'n podria dir el cul del sac està delimitat, de sud-oest a sud-est, inclòs un tram dels dos costats laterals, per cursos d'aigua de muntanya, que li confereixen un traçat molt sinuós. Al sud-oest és el límit amb Queixàs. Al sud-oest, el Còrrec d'en Garrissols, que des dels 283,5 davalla cap al sud-est fins que s'aboca en la Ribera de Fontcoberta, a 245,1 m alt, a prop de l'extrem sud del terme, aquesta ribera cap a l'est, fins que, a 196,8 m alt, s'ajunta amb la Ribera de Sant Amanç formant la Cantarana. És el punt on acaba el termenal amb Queixàs i comença el de Montoriol. Després segueix aquest riu, encara més sinuós, fins que, passat el Molí de la Cantarana, al sud-est del terme, el termenal abandona aquest riu a l'alçada de 130,3 m alt.
El límit oriental està marcat, al sud-est, pel Còrrec de Coma d'Abella, encara un tram limítrof amb Montoriol, i després amb Santa Coloma de Tuïr, fins als 213,5 m alt, tot seguit un tram pel Còrrec de la Vinya d'en Vilar. Aviat, però, el límit esdevé arbitrari. S'adreça al nord-est, travessa el Causse pel seu extrem nord-oest, i aviat arriba a punt on es troben els termes de Castellnou dels Aspres, Santa Coloma de Tuïr i Tuïr, a 246,7 m alt. Tot seguit, aquest termenal continua cap al nord, sense seguir cap accident geogràfic, fent algunes inflexions a banda i banda, fins que arriba al Rec de Tuïr, que significa el final de la zona muntanyosa i entra en el Riberal. El límit de la comuna gira al nord-est, passa pel Mas Petit, i torna cap al nord, travessant els límits de finques agrícoles, fins que arriba al punt on es troben els termes de Castellnou dels Aspres, Tuïr i Sant Feliu d'Amunt, on quasi toca el terme de Sant Feliu d'Avall, a 110,4 m alt, on acaba el termenal oriental d'aquest terme.
A l'oest, des del capdamunt del Còrrec d'en Garrissols el termenal, que hi fa un angle obtús molt tancat, segueix cap al nord-est, s'adreça a la Collada de les Planes, a 408,3 m alt, on troba la carretera D48, que segueix cap a l'est i després cap al nord-est, durant 1.200 metres, i se'n separa al sud-est del Mas del Poll. Aleshores, el termenal esdevé arbitrari i s'adreça al nord-est, fent diversos canvis d'orientació, sense seguir cap accident geogràfic, fins que, ja al límit amb el Riberal, gira cap al nord fins que troba el Rec, o Ribera de Castellnou a 168,7 m alt. Aleshores segueix cap al nord aquest rec, força sinuós i que va girant cap al nord-est, fins a l'extrem nord de la comuna de Castellnou dels Aspres, a 115 m alt. El termenal nord, decantat cap a l'est, és curt: no arriba a 500 metres, i passa entremig de propietats agrícoles fins a l'extrem nord del termenal oriental, abans explicat.
Termes municipals limítrofs:
|         | Sant Feliu d'Amunt / Sant Feliu d'Avall | Tuïr                           |
| Cameles |                                         | Santa Coloma de Tuïr / Terrats |
| Queixàs |                                         | Montoriol                      |

### El poble de Castellnou

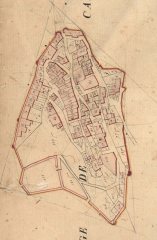
Castellnou dels Aspres en el Cadastre napoleònic del 1812 (Arxius Departamentals dels Pirineus Orientals)

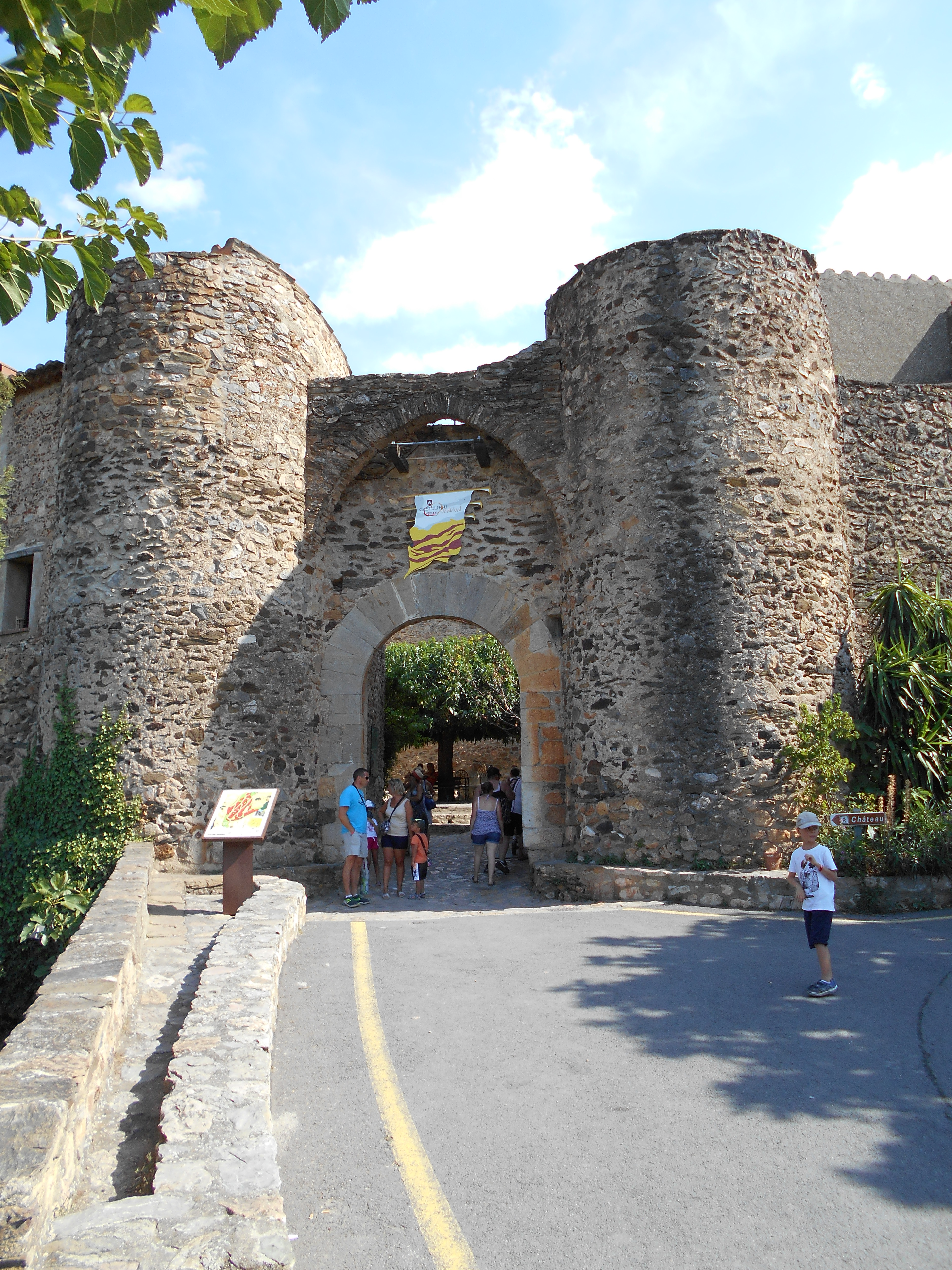
Porta nord del recinte murallat del poble

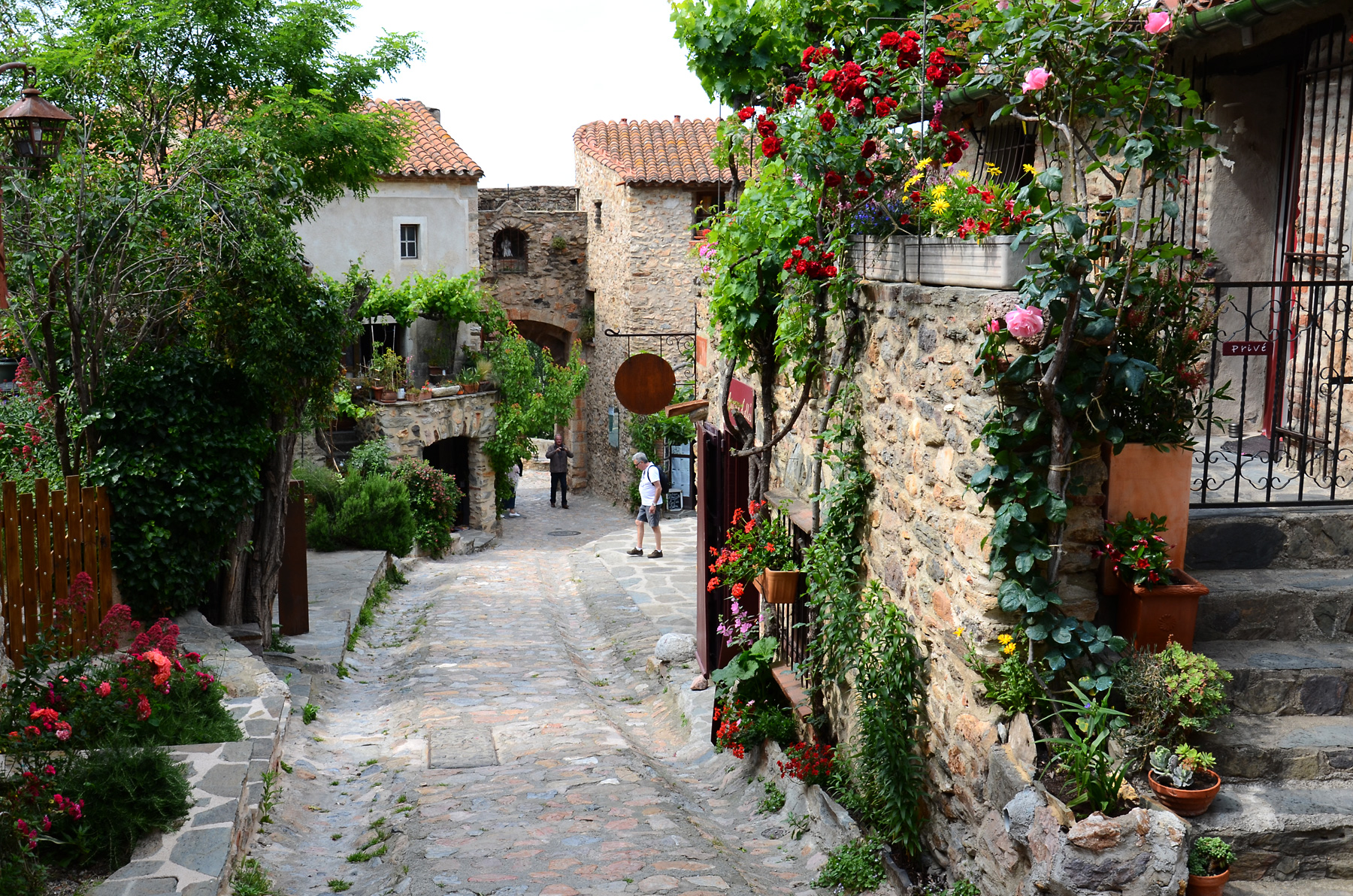
Castellnou dels Aspres; al fons, la porta nord del recinte

Situat al peu del turó del castell del vescomte de Castellnou, el poble es dreça en el vessant més planer del turó, entre l'est i el nord del castell i turó esmentats. El traçat del poble és clarament medieval, i estava inclòs en el recinte fortificat que enllaçava en els dos extrems amb les muralles del castell superior. Aquest recinte murallat es conserva quasi intacte, inclosos els murs d'enllaç amb el castell. Hi destaca principalment l'espectacular porta nord del vilatge.
Dins del recinte murat, les cases s'ordenen a l'entorn de dos carrers principals, el Carrer de Baix i el Carrer del Mig; el darrer té continuïtat cap al castell a través del Carrer de la Font de Dalt. A més, hi ha tot un seguit d'altres carrerons, alguns sense sortida, i alguns amb graons, atès que salven els desnivells del coster on es troba el poble, que confereixen al poble un aspecte laberíntic.
L'església parroquial de Santa Maria del Mercadal es va aixecar fora de muralles, a l'espai on se celebrava el mercat (d'aquí el seu nom). L'església parroquial primitiva devia ser la de Sant Pere de Castellnou, situada dalt del castell i actualment desapareguda. El poble de Castellnou és considerat un dels més bells de la Catalunya Nord, i ha rebut diversos guardons per aquest motiu. Són molt característics els seus carrers estrets i costeruts, plens de racons de gran bellesa; aquest poble pertany a l'associació Els pobles més bonics de França. Tanmateix, cal destacar que una part de les cases del poble han esdevingut botigues i establiments turístics, i que amb prou feines hi queda cap rastre de l'antiga vida rural i agrícola del poble.

### Galeria d'imatges de Castellnou

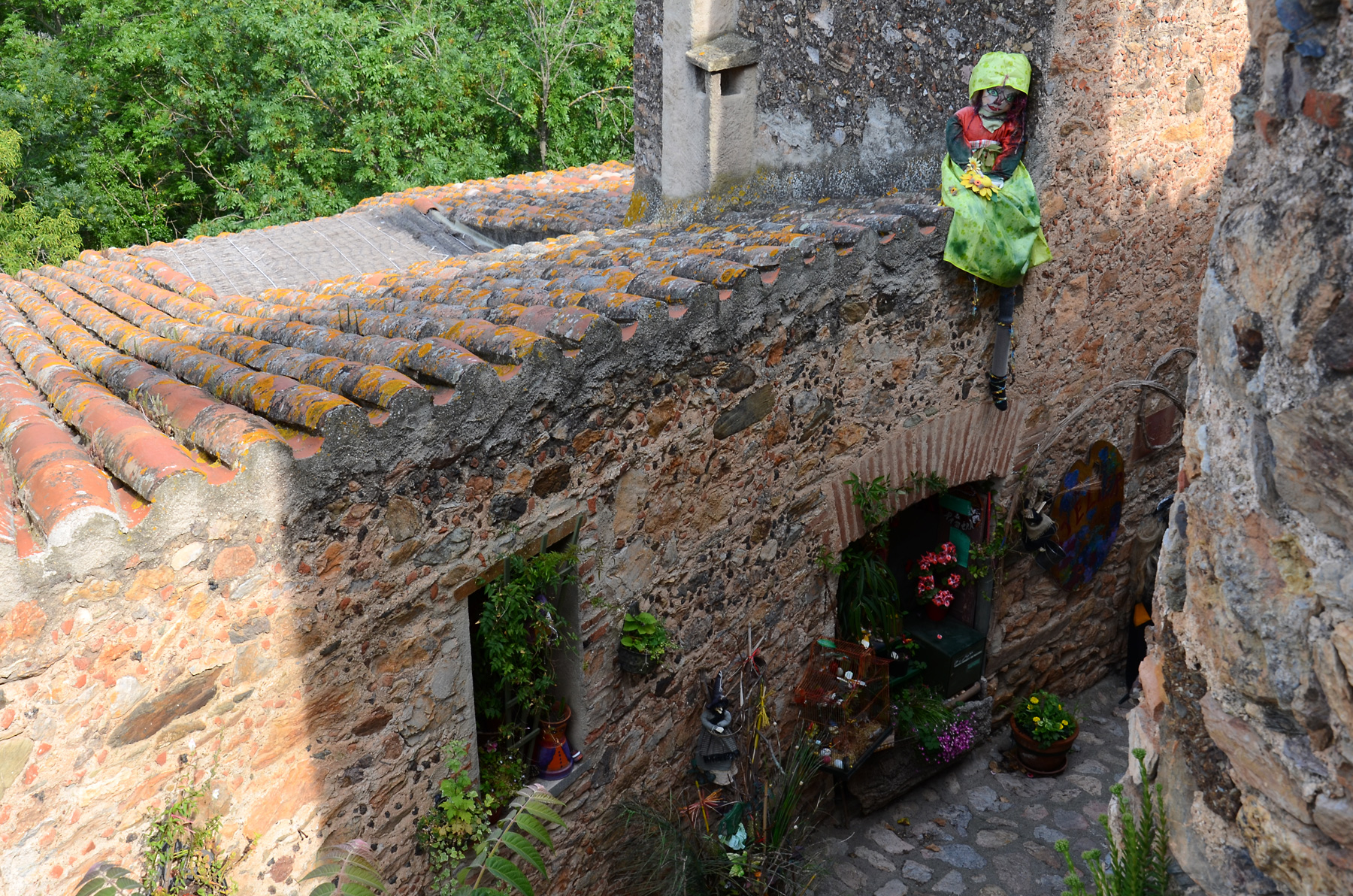
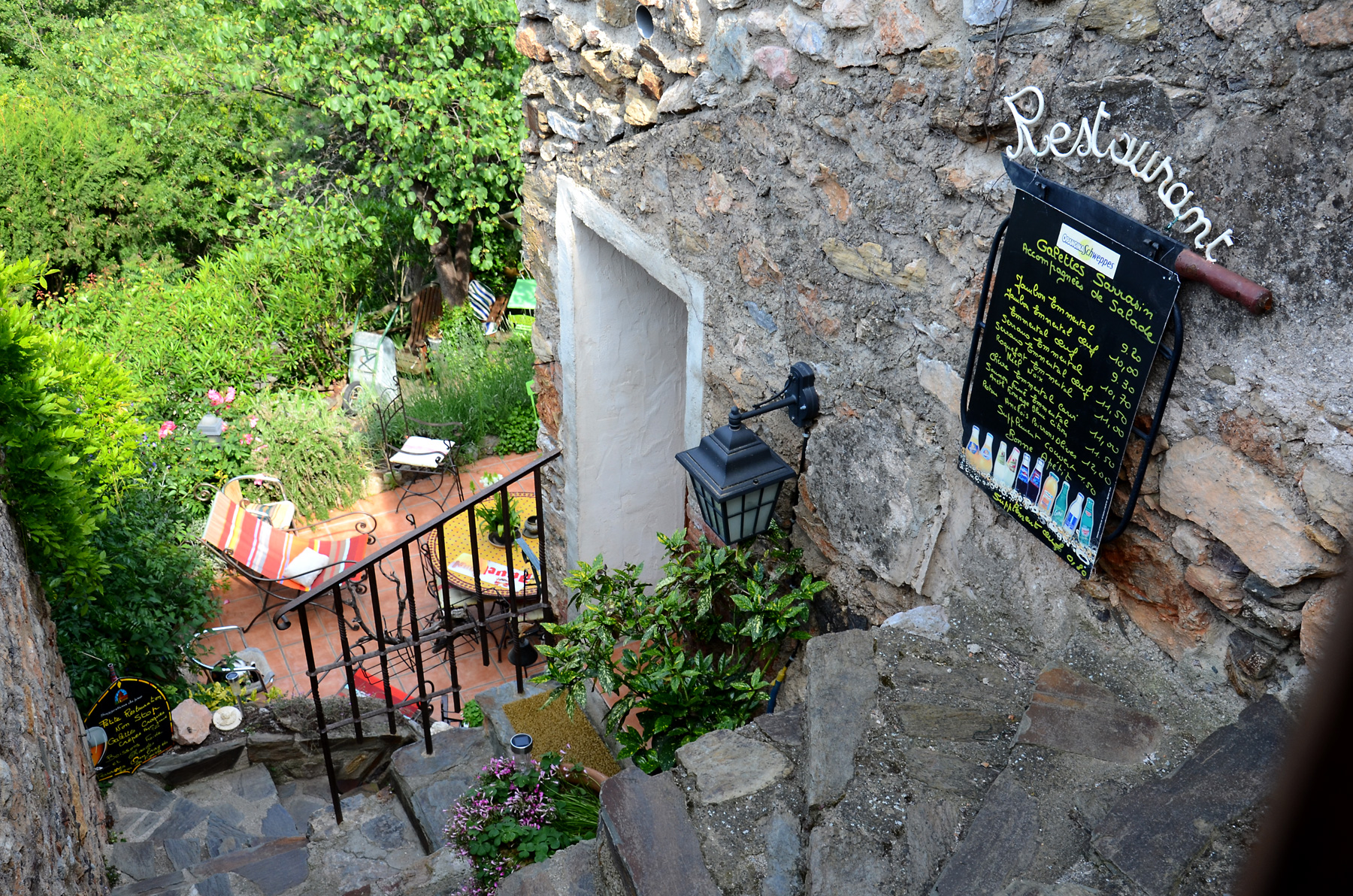
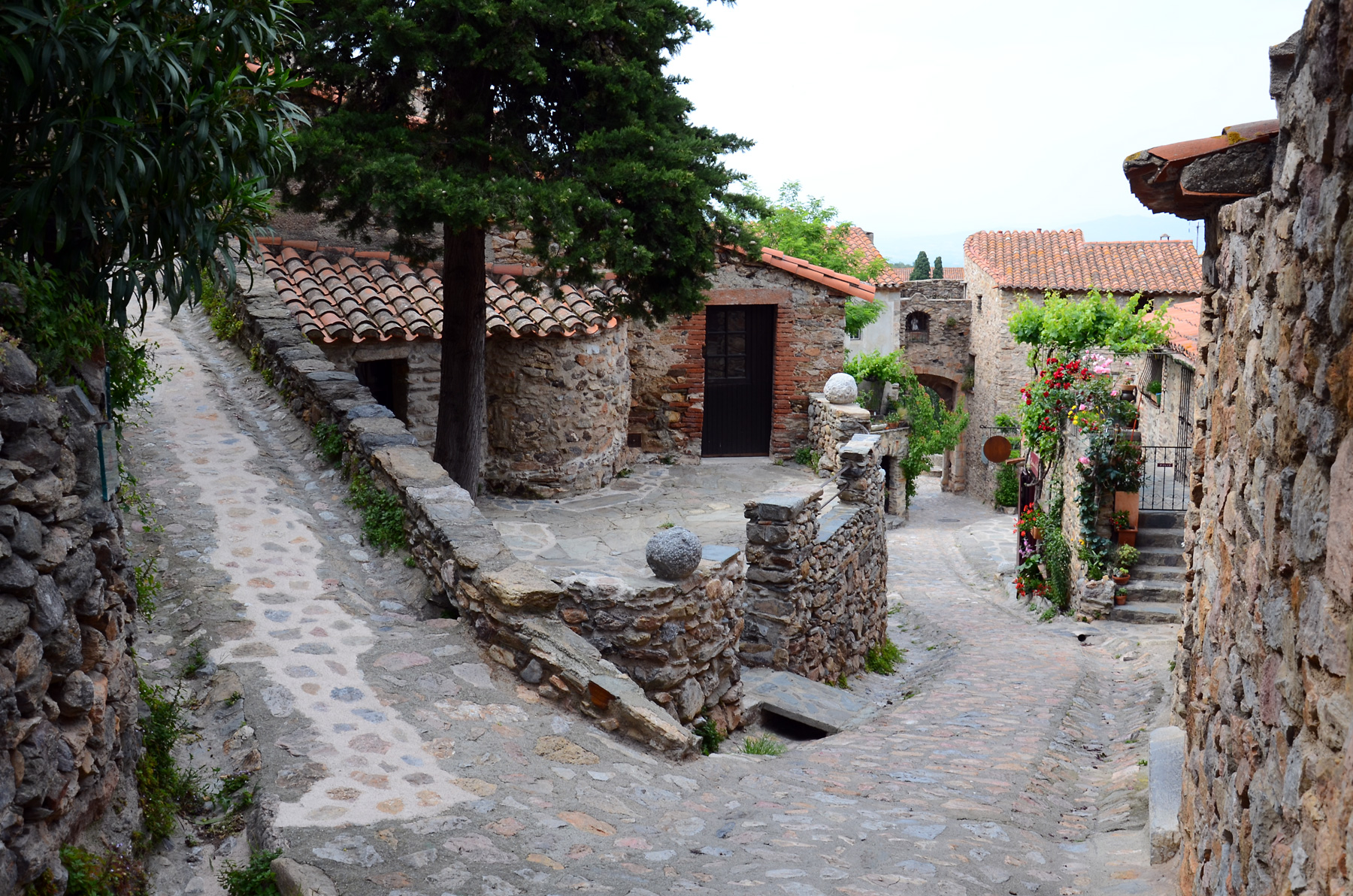
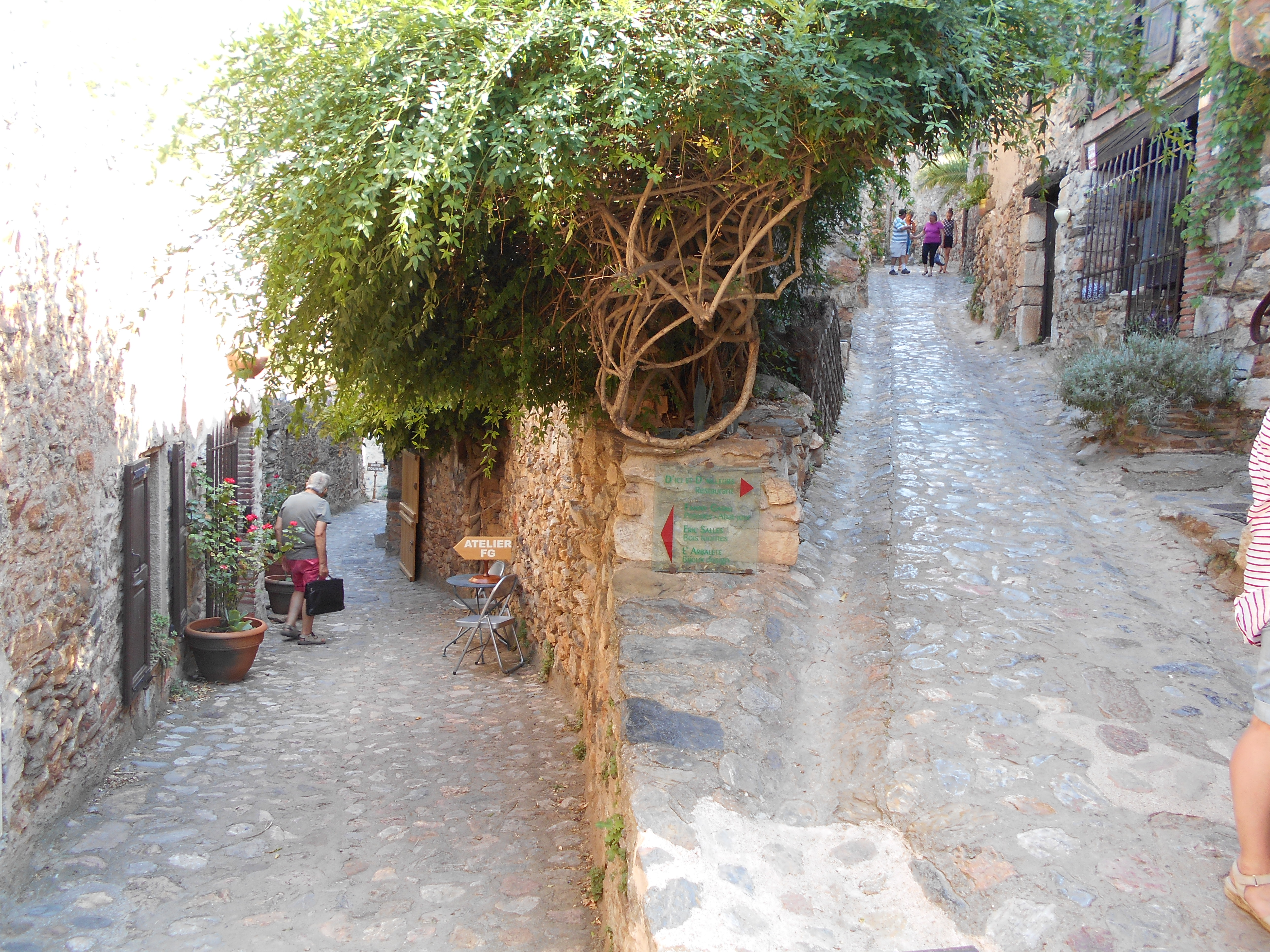

### Santa Maria del Mercadal

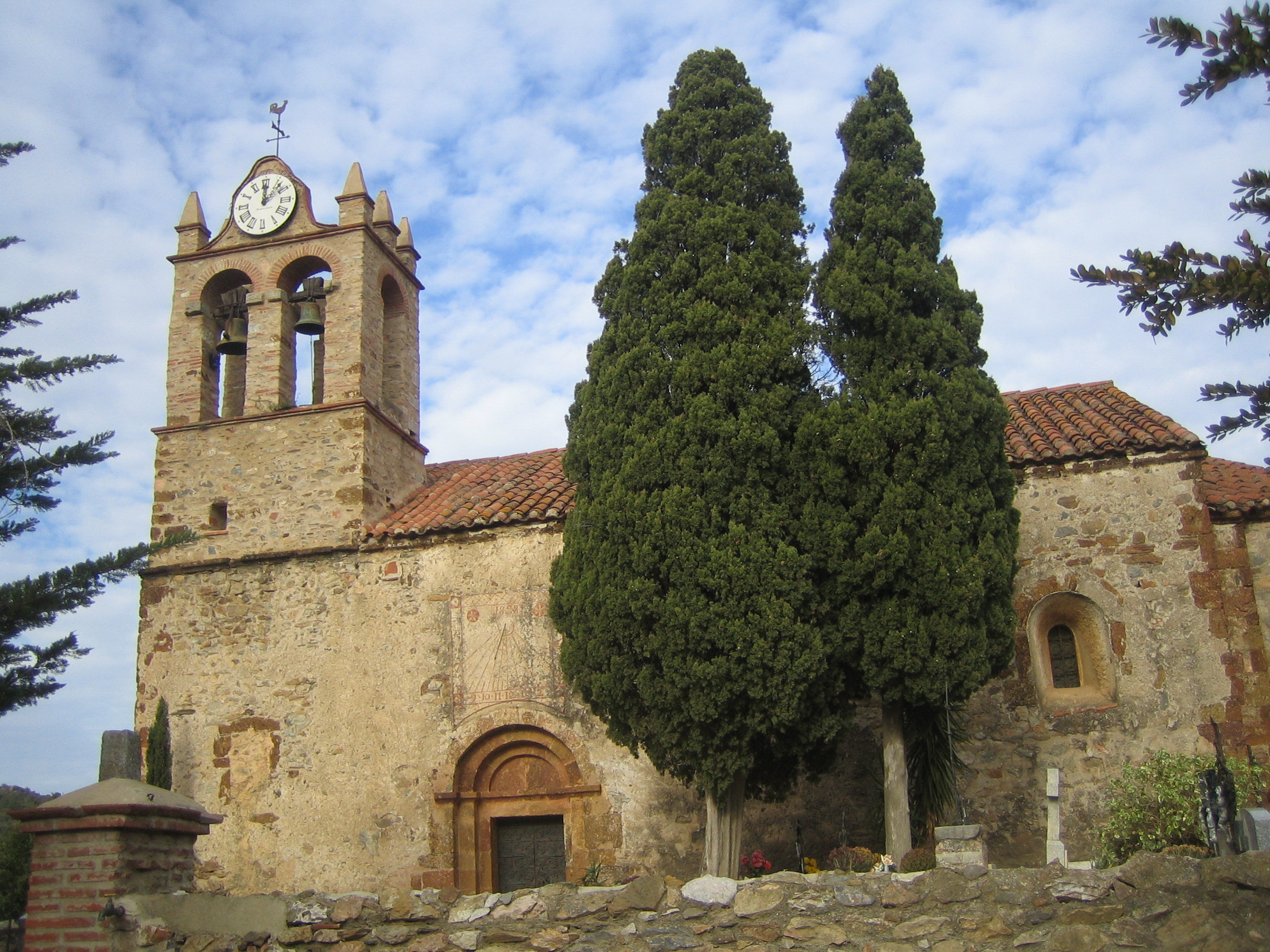
Església de Santa Maria del Mercadal

L'església de Santa Maria del Mercadal es dreça a poca distància al nord, en el lloc on se celebrava el mercat del poble. És una església romànica tardana, cosa que fa pensar que la primitiva església parroquial del poble era la de Sant Pere de Castellnou, situada dalt del castell, actualment desapareguda.
Segons Aymat Catafau, al voltant de l'església de Santa Maria i el seu cementiri hi havia la cellera de la qual sorgí el poble primitiu de Castellnou, que es devia traslladar a redós del castell per tal d'estar directament sota la seva protecció.
Santa Maria del Mercadal va ser declarada Monument històric de França el 22 de novembre del 1972.

### LaTorre

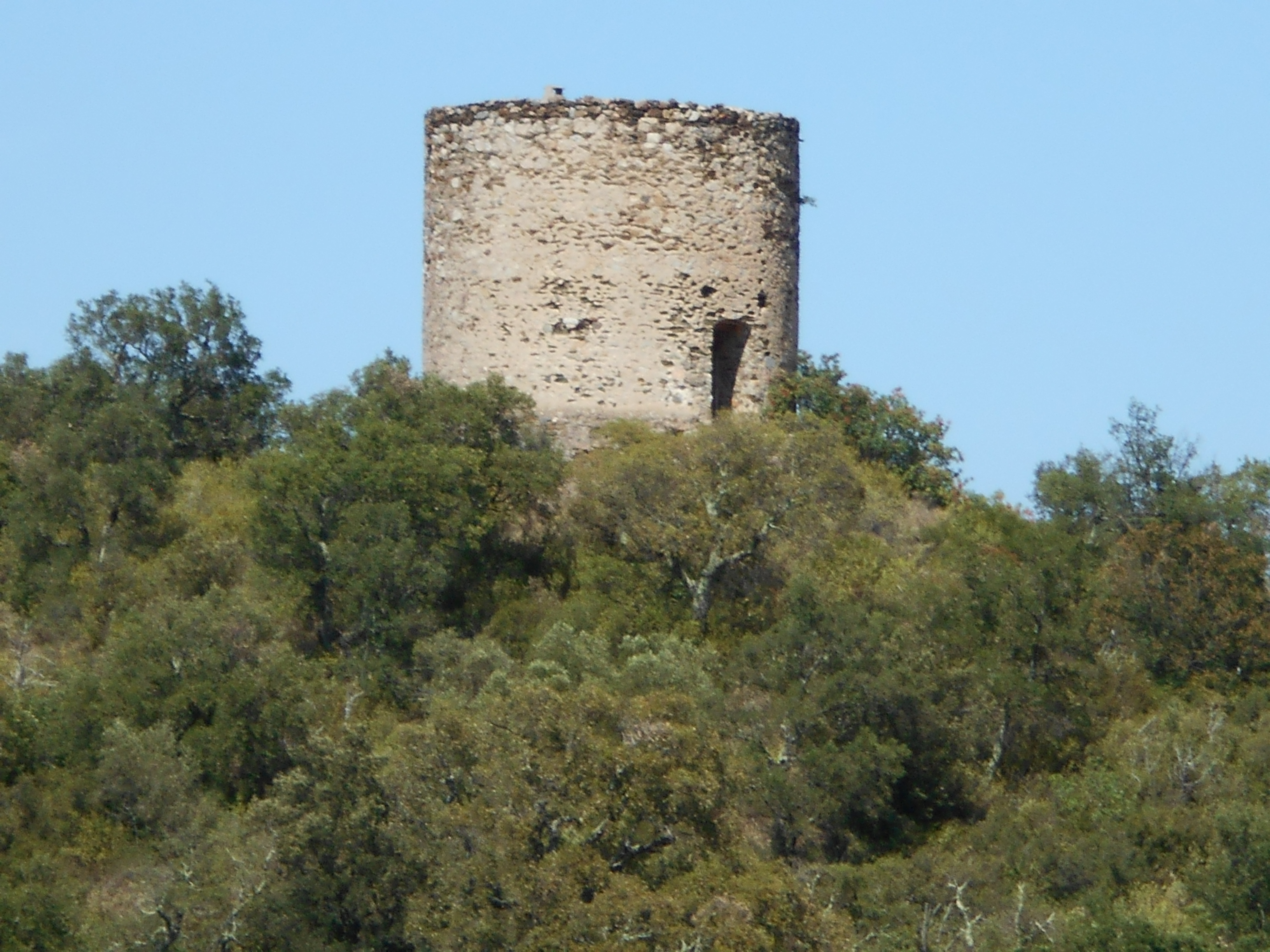
La Torre de Castellnou

En un turó al nord-est del poble de Castellnou, a uns 375 metres de distància del centre del poble i a uns 250 de Santa Maria del Mercadal, es dreça una torre de guaita que pertanyia al sistema defensiu del Castell de Castellnou.
Es tracta d'una torre circular, romànica, que servia d'enllaç òptic amb els castells de les Corberes i de guaita per a prevenir els possibles atacs a Castellnou des del nord.

### LaTorre del Roc de Mallorca
Dalt del cim muntanyós al sud-sud-est del poble de Castellnou, a 443 metres d'altitud, es dreçava una torre de guaita que pertanyia al sistema defensiu del Castell de Castellnou. Actualment només se'n conserva el basament, que marca una planta rectangular, quasi quadrada.

### El Riberal
La franja nord del terme de Castellnou és, de fet, dins de la subcomarca del Riberal, on cau entre els termes comunals de Sant Feliu d'Amunt, Sant Feliu d'Avall, Tuïr i Cameles, els dos darrers també respecte del sector dels seus termes que es troben en el Riberal. Aquesta zona comprèn el Pla de l'Auxinell, el Mas del Gat i el Mas Mascle, on es troba la urbanització del Pla de l'Auxinell, i tot un seguit de masos, com el Mas Petit, el d'en Patorra, el de la Torre, el de Canta, el Modat, el Genilló, el de l'Oms, el Duran, el Pastor, el Castel, el Rostany, el Nou, el Trilles i el Campinyà, entre els quals destaca el Mas Aragon.

#### El MasAragon
Situat al nord del terme, a la zona del Riberal, és un mas important, que disposa de capella pròpia, la de Santa Maria del Mas Aragon.

#### El Pla de l'Auxinell
Als peus del sector de turons de l'Auxinell, el Pla de l'Auxinell conté l'únic hàbitat agrupat del terme, a part del poble de Castellnou: el lotissement (urbanització del Pla de l'Auxinell).

### Els masos del terme
A la zona de muntanya del terme de Castellnou es troben els masos de Can Femades, el Casot d'en Pomereda, el Cortal d'en Dotres, el Cortal d'en Parent, el Cortal d'en Dessens, el Mas de Cubrís, el Mas de les Planes, o d'en Planes, el Mas d'en Dotres, abans Mas d'en Geli o els Casals de les Illes, el Mas d'en Garrolla, el Mas d'en Jan, abans Mas Meler o Mas Llinars, el Mas de Jaume Pomereda, el Mas d'en Pamboli, el Mas d'en Roviró, el Mas d'en Teuleria, el Mas d'en Vilar, el Mas Descossí, abans Mas d'en Pelapréssecs o del Serrat, el Masot de Cubrís i el Molí de Cantarana. A part, hi ha uns masos desapareguts, com Cubrí d'Amunt, Cubrí d'Avall i la Teuleria d'en Meler, o en ruïnes, com el Mas de Coma d'Abella, el del Peirer, el d'en Misèria, el d'en Pomereda i el d'en Roig. També es conserven antics forns de calç: Forn de Calç de Cubrís, Forn de Calç del Mas d'en Patorra, Forn de Calç del Mas Petit d'Amanric, Forn de Calç d'en Parent, Forn de Calç d'en Roig, i els Forns de Calç de l'Auxinell.
A la zona plana del nord del terme es troben els masos següents: la Comtessa, abans Mas d'en Claret, el Cortal d'en Baixeres, la Llapinera, o Mas Petit d'Amanric, Malakoff, el Mas Aragon, o Mas Costa, o Castelnau, abans Mas d'en Jaubert, el Mas Campinyà, abans Mas d'en Valleta, el Mas Castel, el Mas de Canta, el Mas d'Oms, o Fons, abans Cortal d'en Modat, el Mas de la Torre, el Mas de la Vinyassa, o del Gall, el Mas del Gat, el Mas d'en Grau (en ruïnes), el Mas d'en Pastor, el Mas d'en Patorra, o Mas Radondi, el Mas d'en Ribera, el Mas Duran, el Mas Janilló, abans Mas d'en Modat, el Mas Modat, el Mas Nou, el Mas Petit d'Amaric, el Mas Rostany i el Mas Trilles.

### El relleu
Marca el relleu de Castellnou una sèrie d'elevacions, que marquen les valls per on discorren els cursos d'aigua del terme. A l'est del terme, principalment al sud-est del poble de Castellnou, hi ha el Roc de Mallorca, que assoleix els 443 m alt, als peus del qual, pel seu costat nord-nord-oest, es troba Castellnou. Aquest roc i turó separa les dues principals parts del terme de Castellnou: a migdia seu, la zona més accidentada, muntanyosa, i al nord, la zona més, relativament, plana. Complementa aquesta divisòria el Serrat de la Milla, de 364 m alt, situat davant, a ponent, del Roc de Mallorca.
Marca, a més, un trencant d'aigües significatiu: al nord del Roc de Mallorca, els còrrecs i riberes aporten les seves aigües a la Tet, a l'alçada del Soler a través de la Ribera de Castellnou, primer, i del Rau del Soler, després. Al sud, es van unint, al límit del terme, amb la Ribera de Fontcoberta, més tard integrada en la Cantarana, que és afluent del Reart i, per tant, va a desaiguar a l'Estany de Sant Nazari.
Entre les elevacions de la zona meridional destaquen Cubrís, el Serrat d'en Jan, les Teixoneres, el Serrat d'en Geli, el Peiró, la Madrona, el Roc de Coma d'Abella, el Serrat de la Mila i el Recolze, turó que queda al límit sud-est del terme, a l'interior d'un meandre molt pronunciat de la Cantarana. A la meitat nord del terme destaquen el Roc dels Corbassos, de 343 m alt, el Roc d'en Perot, entre 316 i 322 m alt, Rigall, de 243, al límit amb Tuïr, el Roc de Mascarell, el Serrat del Soll i l'Auxinell.
Bastants dels topònims són un retrat fidel de l'espai geogràfic. Així trobem alguns bacs, zones obagues de muntanya: el Bac de Cubrís, el Bac de la Mila, el Bac de Mascarell i el Bac d'en Brial, entre els més significatius; d'altra banda, les solanes, com el Solà, el Solà dels Clots i la Solana de Cubrís. D'altres topònims corresponen als colls per on passen els camins del terme: Collada del Poll, Collada d'en Siscle, Coll de la Creu, Coll de la Serralera i els Colls. D'altres, a zones planes en terreny muntanyós, com Coma d'Abella i Coma de Mascarell, i el Pla de l'Arca, o de les Arques, el Pla de l'Auxinell i el Pla de Rellà. És significatiu el lloc conegut com els Clots, que indica exactament la seva situació geogràfica.

### Els cursos d'aigua
En compartir una part del territori comunal pla amb una d'abrupta, Castellnou té els dos tipus de cursos d'aigua, els habituals de la plana del Rosselló, agulles, recs, canals i ulls d'irrigació, i els dels Aspres, còrrecs. En el primer cas, es troben a Castellnou l'Agulla Cabdal de Rellà, l'única que és de drenatge i d'irrigació, l'Agulla de l'Aspre, d'irrigació, com totes les següents, l'Agulla de l'Ull del Mas Aragon, l'Agulla de l'Ull del Mas Petit, l'Agulla de Mascarell, o de l'Ull de Mascarell, l'Agulla de Rellà, o de l'Ull de Rellà, l'Agulla Fosca de Baix, l'Agulla Fosca de Dalt, la Branca de la Comtessa de l'Agulla de Rellà, la Branca del Mas d'en Modat de l'Agulla de Rellà, la Canal (de fet, primera part de l'Agulla de Rellà), el Rec del Molí, el Rec de Tuïr, l'Ull, o Ullal, del Mas Aragon, l'Ull del Mas d'en Ribera, o d'en Marc, l'Ull del Mas Petit, antigament Ull de Mascarell, l'Ull o Ullal de Mascarell, els Ulls, o Ullals, del Mas de la Vinyassa i els Ulls, o Ullals, de Rellà.
Pel que fa als de la zona muntanyosa, cal destacar en primer lloc la Cantarana, que en bona part es crea a partir de l'aportació de quasi tota la resta que ve a continuació, després la Ribera de Castellnou i la Ribera de Fontcoberta, els dos torrents més importants, i una bona munió de còrrecs: de Coma d'Abella, de la Flequera, de la Font, de la Font d'en París, de la Guilla, de la Llana, de la Nogueda, de la Vinya d'en Vilar, de l'Auxinell, del Bac de Mascarell, del Causse, del Duc, de les Comes, de les Feixes d'en Palet, de les Teuleries, del Mas d'en Misèria, del Mas d'en Roig, del Peiró, del Roqueter, dels Molls, del Solà dels Clots, dels Terrers, de Mascarell, d'en Brial, d'en Garrissols, d'en Jaume Pomereda, d'en Martí, d'en Pere Jaume i de Plaials.
Quatre fonts destaquen, a Castellnou: la Font del Bac, la Font d'Amunt, la Font del Mas d'en Pamboli i la Font del Mas d'en Garrolla.

### El terme comunal
El terme de Castellnou està format per unes grans o petites partides, com l'Auxinell, el Camí de Cameles, el Camí de Cubrís, el Camí de Tuïr, el Camp Gran, o Llarg, Can Femades, el Causse, la Colomina Gran, el Còrrec de les Comes, el Còrrec dels Terrers, el Còrrec d'en Martí, la Creu d'en Cubrí, Cubrí d'Amunt, Cubrí d'Avall, Cubrís, les Feixes d'en Palet, les Femadasses, la Font, l'Hort d'Amunt, la Llapinera, la Madrona, Mascarell, el Mas de la Torre, el Mas d'en Jaume Pomereda, el Mas d'en Llinars, el Mas d'en Misèria, el Mas d'en Pamboli, el Mas d'en Pomereda, el Mas d'en Roig, el Mas d'en Vilar. Alguns noms ja són perduts, i només es conserven en la memòria col·lectiva: el Camp de l'Alfàbia, el Camp del Prior, el Camp dels Aibres, el Camp de l'Ullat, el Camp Roig (al Mas d'en Dotres), el Còrrec de Plaials, o Plaials, el Mas d'en Claret, Poca Garba, el Recolze, la Ribera de Cantarana, el Riberal, Rigall, ara també anomenat Malakoff, la Torre, l'Ull de Mascarell i la Vinya d'en Pere Jaume.
Alguns dels topònims indiquen les fites termenals del comú: Peirafita, el Piló de l'Agulla de Mascarell, el Piló del Camí de Cameles, el Piló del Camí de la Muntanya, el Piló del Còrrec de la Font d'en París, el Piló de l'Hort d'Amunt, el Piló del Mas d'en Claret, el Piló de la Ribera de Castellnou, el Piló del Roc de Mascarell, el Piló de la Ruta d'Illa, el Piló de Coma d'Abella, el Piló de la Vinya del Parraí, el Piló del Perer, el Piló del Serrat del Soll, el Piló d'en Brial, el Piló d'en Massina, el Piló i Fita de la Ruta de Millars i els Pilons del Causse.

#### El Cadastre napoleònic
En el Cadastre napoleònic del 1812, Castellnou dels Aspres apareix descrit en tres seccions: el Pla, o Pla de Rella, Cubrís i el Peiró. La primera, el Pla, és tota la part nord del terme comunal, pertanyent al Riberal de la Tet. S'hi troben les partides de l'Auxinell, el Pla de Rella, el Mas d'en Pastor, el Cortal d'en Modat Bosquet i un altre cortal, el Mas d'en Valleta, el Mas d'en Modat, el Mas d'en Canter, el Mas d'en Claret, el Mas Amanric, les Femadasses, el Bac d'en Brial, el Roc d'en Perot, los Colls, Mascarell, el Mas de Llorenç Grau, el Bac de Mascarell, amb el Mas Radondi, el Mas d'en Jaubert, Rigall i l'Ull de Mascarell, amb el Mas Petit d'Amanric i un cortal.
A la secció de Cubrís, situada a l'est i al sud-est del terme, es troben les partides de la Font, les Femadasses sud, los Colls sud, el Camí de Tuïr, el Causse, Cubrís, amb el Mas de Cubrís, el Còrrec de Plaials, el Mas d'en Vilar, amb dos cortals, el Coll de la Ferralla, amb un cortal, la Vinya d'en Pere Jaume, les Feixes d'en Palet, el Mas de Coma d'Abella, amb el mas homònim, el Mas d'en Llinars, amb el Mas d'en Meler i un cortal, el Mas d'en Miseri, amb el mas d'aquest nom (Miseri és la pronúncia habitual en català septentrional de Misèria), el Mas d'en Roig, amb el mas homònim, la Ribera de la Cantarana, el Còrrec dels Terrers, el Mas d'en Pomereda, amb el Mas d'en Jaume Pomereda.
La secció del Peiró, situada al sud-oest del terme, conté les partides del Peiró, amb el Mas d'en Pelapréssecs, l'Hort d'Amunt, el Camí de Cameles, el Serrat del Bac de l'Abella, el Còrrec de les Comes, Poca Garba, el Camí de Cubrís, Entorn del Poble i de l'Església, amb un cortal i l'església de Santa Maria del Mercadal, el Solà, el Còrrec d'en Martí, la Torre, el Mas d'en Planes, amb aquest mas, Cubrís d'Amunt nord, amb el Mas d'en Teuleria, el Mas d'en Dontres i el Mas d'en Garrolla, el Serrat d'en Geli, Cubrís, amb el Masot de Cubrís, la Madrona, Cobrià, amb el Mas Peirer, el Mas d'en Roviró, Cubrís d'Amunt sud.

## Transports i comunicacions

### Vies de comunicació antigues
Travessava el terme de Castellnou la Strada Conflentana, amb un traçat sensiblement idèntic al de la carretera D - 615.

### Carreteres
Bàsicament, el terme de Castellnou disposa de tres carreteres. Una travessa el terme de nord-est a sud-oest. És la D - 48 (D - 2, a Queixàs - D - 615, a Tuïr), que entra en el terme de Castellnou pel sud-oest i en surt pel nord-est. Mena a Tuïr en 5,9 quilòmetres i a Fontcoberta, del terme de Queixàs en 7.
Les altres dues són la D - 612 i la D - 615, que travessen d'est a oest la franja nord del terme de Castellnou, al Riberal, però no menen al poble de Castellnou. La D - 612 (Estagell - D - 22, a Sant Cebrià de Rosselló) mena a Estagell, Montner, Millars, pel costat de ponent, i a Tuïr, Llupià, Trullars, Bages de Rosselló, Montescot, Elna i Sant Cebrià de Rosselló, pel costat de llevant.
La D - 615 (Illa - Ceret) mena Corbera de les Cabanes i Illa, cap a ponent, i a Tuïr, Llupià Terrats, Forques, Torderes, Llauró i Ceret, cap a llevant.

### Transport públic col·lectiu
La línia 391 del servei departamental de Le bus à 1 € és l'única que ofereix servei a Castellnou, però no al poble, sinó al Pla de l'Auxinell. Cobreix el trajecte de Tuïr a Cameles, passant pel Pla de l'Auxinell, un sol cop dos dies a la setmana: dimarts i dissabte. Per al poble funciona el servei TAD (Transport a la demanda), que fa fixos un servei de Tuïr a Castellnou dimecres a la tarda i un altre dissabte matí, sempre que hi hagi alguna petició.

### Els camins del terme
A banda de la carretera única que passa pel poble de Castellnou, diversos camins de comunicació amb els pobles veïns passen pel seu terme. Es tracta dels camins de Cameles, el de Cameles pel Solà, el de Ceret, el de Fontcoberta, el de la Muntanya, o Ruta de Fontcoberta, el de Tuïr, des de Montoriol, o Camí del Molí de Cantarana (des de Tuïr), el de Queixàs a Tuïr, el de Tuïr, el Camí Vell de Tuïr, o de Santa Coloma, la Ruta d'Illa a Tuïr, abans Camí de Corbera a Tuïr, la Ruta de Millars a Tuïr, i la Ruta de Tuïr. A més, hi ha un repertori de camins interns del terme comunal, que comuniquen els diferents indrets d'un terme abrupte com és el de Castellnou: Camí de Cubrís, Camí de l'Auxinell, Camí de les Costes, Camí del Mas d'en Roviró, Camí del Mas d'en Teuleria, Camí del Mas d'en Vilar, Camí del Molí de Cantarana, Camí del Pla de Rellà i Camí de Mascarell. Cal esmentar el Pont dels Frares, o d'Amanric, nom antic, ja en desús. Era a la zona de Mascarell - el Mas Petit d'Amanric.

## Activitats econòmiques
El terme de Castellnou comprèn una part muntanyosa, la dels Aspres, on predomina la brolla, el matollar, la garriga, i petits boscos d'alzines ja a prop del poble. Aquest sector sofreix incendis forestals periòdicament, per la qual cosa el bosc i el seu paisatge estan força degradats.
Al terç nord del terme, ja a la plana del Riberal, hi ha una trentena d'explotacions agrícoles, que cullen vinya (dos terços per a vins de qualitat, de denominació d'origen controlat), préssecs i albercocs i hortalisses (escaroles, enciams i juliverts, sobretot). També s'hi cull una mica de cereals, i s'hi troben prats per a pastures i camps de farratge per als animals.

## Història

### Prehistòria
Castellnou dels Aspres té almenys tres dòlmens dins del seu terme: el Dolmen del Pla de l'Arca, destruït, o del Pla de les Arques, el Dolmen del Roc del Llamp i el Dolmen del Solà dels Clots. A les Teixoneres, al sud-est del terme, prop del límit amb Santa Coloma de Tuïr i Terrats, en una elevació d'accés difícil, van aparèixer nombroses restes d'un hàbitat de la segona Edat de Ferro.

### Edat Antiga
Al Mas Campinyà, a ran d'uns desmunts de terres amb finalitat agrícola van sortir fragments de tegulae i de ceràmica, que, tanmateix, podrien procedir d'un altre jaciment proper, com el dels Sarraïns. D'altra banda, al Mas Aragó van ser trobades dues monedes romanes d'Orient de bronze: un as d'August i un follis de Justinià encunyat a Nicomèdia.
Deixant de banda la zona del Riberal, a la dels Aspres es compten també diversos jaciments més. Un d'ells és al Camp Planer, a prop del centre del terme, al nord-est del poble de Castellnou, on es trobà un hàbitat rural de l'Alt i el Baix Imperi, amb nombroses restes de tota mena. A Perafita, al sud-oest de Castellnou, nombroses restes, entre les quals una bona quantitat de monedes, mostren una ocupació des de la fi de l'època tardorepublicana fins a la fi del Baix Imperi. En canvi, no sembla certa la llegenda existent a Castellnou que parla d'un camp romà al cim del Roc de Mallorca.

### Edat mitjana
El castell, origen del poble, fou construït vers 988-990 en el moment del repartiment dels dominis del Comtat de Cerdanya entre els tres fills primogènits del comte Oliba Cabreta: Bernat Tallaferro, Guifred i Oliba. El lloc actual de Castellnou formava part de l'antic territori de Cameles, i des d'aquell moment esdevingué la capital del nou vescomtat, de primer anomenat de Vallespir. després de Castellnou. Oliba, esmentat el 993, en fou el primer vescomte; aquest Oliba era probablement el setè fill del senyor de Cameles el 941, Ansemund. El segon titular fou Guillem I, fill de Sentill i net de l'anteriorment esmentat Ansemund. Els vescomtes de Castellnou tenien domini sobre un territori bastant extens, el dels castells i llocs de Cameles, Castellnou, Corbera, Croanques, Montferrer, Pontellà, Sant Feliu d'Amunt, Sant Feliu d'Avall, Teulís, als quals el segle xiii es va afegir Ceret.
Ben bé fins entrat el segle xii Castellnou era inclòs dins del territori de la parròquia de Sant Fructuós de Cameles, i l'església de Sant Pere de Castellnou, esmentada el 1021 en el testament del comte Bernat Tallaferro de Besalú, fou dotada d'una comunitat de canonges agustins dependents de Sant Ruf d'Avinyó.
La família de Castellnou fou una de les més importants del Rosselló; el castell va ser pres per assalt el 1276 per Jaume II de Mallorca, ja que Jaspert V de Castellnou era partidari de Pere II de Catalunya-Aragó. El 1293, però, Jaspert V de Castellnou el recuperà, i el va mantenir fins a la seva mort, esdevinguda el 1321. En aquell moment, el vescomtat fou suprimit per Sanç de Mallorca, i el substituí una simple baronia, que va estar en mans d'una branca lateral dels Castellnou, els descendents de Dalmau I de Castellnou, germà de Jaspert. El 1373 el darrer de Castellnou, Berenguer, vengué el títol als Fenollet, vescomtes d'Illa, els quals continuaren utilitzant el títol de vescomte, sobretot quan també obtingueren el vescomtat de Canet.

### Edat Moderna
Ja en època moderna, la baronia passà a mans dels Perellós, els quals la van vendre el 1567 als Llupià, que en foren titulars ja fins a la Revolució Francesa.

### Edat contemporània
El castell fou abandonat amb la Revolució francesa, després d'haver estat saquejat. Va ser restaurat el 1897 i, després de passar per diverses mans, com les del periodista Charles-Emmanuel Brousse, fou comprat el 1981 per una societat privada que, d'aleshores ençà, s'encarrega de la conservació i explotació turística de la fortificació.

## Demografia

### Demografia antiga
La població està expressada en nombre de focs (f) o d'habitants (h)
| 85 f | 54 f | 38 f | 24 f | 11 f | 10 f | 34 f | 34 f | 52 f | 381 h | 52 h | 71 f |

Font: Pélissier 1986
Nota: el 1470, Castellnou consta conjuntament amb Cameles.

### Demografia contemporània
| Evolució de la població |      |      |      |      |      |      |      |      |
| 1793                    | 1800 | 1806 | 1821 | 1831 | 1836 | 1841 | 1846 | 1851 |
| 386                     | 384  | 422  | 395  | 417  | 475  | 460  | 459  | 467  |

| 1856 | 1861 | 1866 | 1872 | 1876 | 1881 | 1886 | 1891 | 1896 |
| ---- | ---- | ---- | ---- | ---- | ---- | ---- | ---- | ---- |
| 478  | 395  | 366  | 334  | 340  | 326  | 316  | 346  | 350  |

| 1901 | 1906 | 1911 | 1921 | 1926 | 1931 | 1936 | 1946 | 1954 |
| ---- | ---- | ---- | ---- | ---- | ---- | ---- | ---- | ---- |
| 323  | 309  | 315  | 271  | 273  | 240  | 205  | 183  | 183  |

| 1962 | 1968 | 1975 | 1982 | 1990 | 1999 | 2004 | 2008 | 2009 |
| ---- | ---- | ---- | ---- | ---- | ---- | ---- | ---- | ---- |
| 186  | 173  | 159  | 152  | 277  | 331  | 373  | 365  | 365  |

| 2013 |
| ---- |
| 341  |

Fonts: Ldh/EHESS/Cassini fins al 1999, després INSEE a partir deL 2004

### Evolució de la població

Població 1962-2008

## Administració i política

### Batlles[18]
| Període                       | Nom                    | Opció política | Comentaris |
| ----------------------------- | ---------------------- | -------------- | ---------- |
| 1790 - 1792                   | Joseph Modat Bousquet  |                |            |
| 1792 - 1795                   | Dominique Modat        |                |            |
| 1795 - 1808                   | Joseph Modat Bousquet  |                |            |
| 1808 - 1811                   | Jean Radoudy           |                |            |
| 1811 - 1815                   | Joseph Modat Bousquet  |                |            |
| 1815 - 1816                   | Joseph Modat Pastor    |                |            |
| 1816 - 1819                   | Abdon Bordes           |                |            |
| 1819 - 1821                   | Laurent Coste          |                |            |
| 1821 - 1826                   | Jean Pastor fils       |                |            |
| 1826 - 1827                   | Raymond de Jaubert     |                |            |
| 1827 - 1830                   | Joseph Galbe Doutres   |                |            |
| 1830 - 1832                   | Joseph Modat Trilles   |                |            |
| 1832 - 1835                   | Joseph Modat Bousquet  |                |            |
| 1835 - 1840                   | Joseph Galbe Doutres   |                |            |
| 1840 - 1843                   | François Esteve        |                |            |
| 1843 - 1848                   | Joseph Galbe Doutres   |                |            |
| 1848 - 1848                   | François Brial Arago   |                |            |
| 1848 - 1851                   | François Modat Laclare |                |            |
| 1851 - 1863                   | Joseph Doutres Payré   |                |            |
| 1863 - 1870                   | Jean Pomarède          |                |            |
| 1870 - 1871                   | Joseph Laborde         |                |            |
| 1871 - 1872                   | Simon Pastor           |                |            |
| 1872 - 1874                   | Clément de Raymond     |                |            |
| 1874 - 1878                   | Jean Pomarède          |                |            |
| 1878 - 1883                   | Joseph Galbe           |                |            |
| 1883 - 1900                   | Hyacinthe Foulquier    |                |            |
| 1900 - 1909                   | Jean Vidal             |                |            |
| 1909 - 1919                   | Jacques Pastor         |                |            |
| 1919 - 1921                   | Joseph Faliu           |                |            |
| 1921 - 1922                   | Pierre Faliu           |                |            |
| 1922 - 1925                   | Joseph Ausseil         |                |            |
| 1925 - 1928                   | Jacques Pastor         |                |            |
| 1928 - 1929                   | Jean Vidal             |                |            |
| 1929 - 1940                   | Antoine Doutres        |                |            |
| 1940 - 1947                   | Jean Bordes            |                |            |
| 1947 - Març del 1971          | Joseph Faliu           |                |            |
| Març del 1971 - Març del 1995 | René Mayneris          |                |            |
| Març del 1995 - Març del 2006 | Jean-Louis Mayneris    |                |            |
| Març del 2006 - Moment actual | Jean Cherez            |                |            |

### Legislatura 2014 - 2020

#### Batlle
- Jean Cherez.

#### Adjunts al batlle[19]
- 1r: Gilbert Guerne
- 2n: Anne-Marie Taillant
- 3r: Michel Cail.

#### Consellers municipals
- David Ausseil
- Françoise Pommier
- Jean-Paul Franco
- Jean-Pierre Martinez
- Nicole Puigbo
- Michel Huge
- Roger Majoral.

### Adscripció cantonal

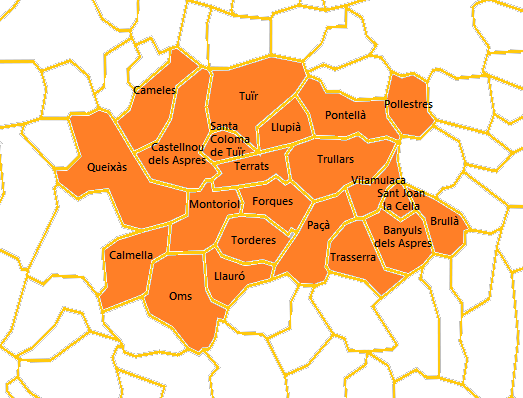
Mapa del Cantó 1 dels Aspres

A les eleccions cantonals del 2015 Castellnou dels Aspres ha estat inclòs en el cantó número 1, denominat Els Aspres, amb capitalitat a la vila de Tuïr i amb els pobles de Banyuls dels Aspres, Brullà, Calmella, Cameles, Castellnou dels Aspres, Forques, Llauró, Llupià, Montoriol, Oms, Paçà, Pollestres, Pontellà i Nyils, Queixàs, Santa Coloma de Tuïr, Sant Joan la Cella, Terrats, Torderes, Trasserra, Trullars i Vilamulaca. Hi han estat escollits com a consellers departamentals Édith Pugnet, del Partit Comunista - Front d'esquerra, Vicepresident del Consell departamental, adjunta al batlle de Cabestany, i René Olivé, del Partit Socialista, Vicepresident del Consell departamental, batlle de Tuïr.

## Ensenyament i cultura
Castellnou dels Aspres no disposa d'escola pròpia. En canvi, té una forta vida cultural, artística i turística derivada de l'atractiu estètic del mateix poble.
Els infants en edat d'escola maternal i primària poden assistir als pobles dels voltants: Corbera de les Cabanes, Llupià, Sant Feliu d'Avall, Terrats o Tuïr. Per a la secundària, poden assistir als col·legis de Ceret, Illa, Sant Esteve del Monestir, el Soler, Toluges o Tuïr. Finalment, per al batxillerat, als Liceus de Ceret o Perpinyà.